# Золотая ципрея
Золотая ципрея, или золотая каури (лат. Cypraea aurantiuma) — брюхоногий моллюск из рода Ципреи.
Синонимы: (=Lyncina aurantium Gmelin, 1791; Cypraea aurora Lamarck. 1810; Callistocypraea aurantium turanga Steadman et Cotton, 1943).

## Описание

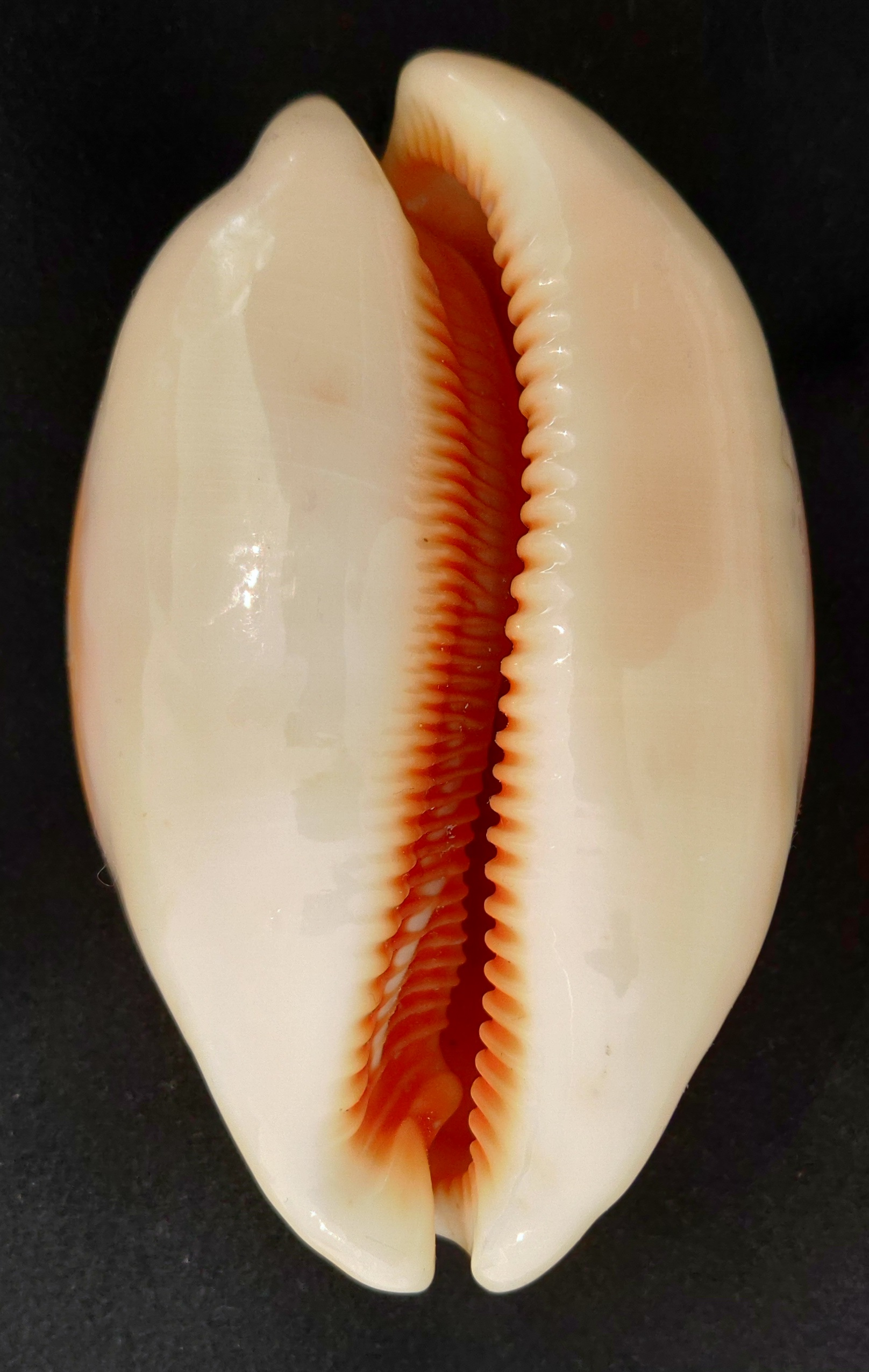
Фронтальный вид на раковину

Размеры раковины 58 — 117 мм. Раковина — крупная, инволютная, яйцевидной формы. Окраска спинной поверхности — от бледно-оранжевой до кораллово-красной. Базовая поверхность белая или дымчато-бежевая, устье щелевидное, волнистое, с завёрнутыми внутрь зубцами, по которым проходит золотисто-красная полоса. Окраска верхнего и нижнего сифонов — белая. Мантия моллюска состоит из белых, чёрных и прозрачных участков, покрытых ветвистыми папиллами.

## Распространение
Тропический Индо-Тихоокеанский район. От Филиппинских островов до Фиджи и Полинезии.

## Образ жизни
Моллюск обитает на глубине 8 — 45 м среди кораллов, на склонах коралловых рифов, обращенных к морю, в небольших пещерах и на выступах скал. Ночью выползает на открытые участки дна, где питается губками.